# Ammónium-nitrát
Az ammónium-nitrát szervetlen só, az ammónia nitrátja. A képlete NH4NO3. Fehér színű, kristályos, szilárd anyag, óvatosan hevítve szublimál. Rombos szerkezetű kristályokat alkot. Erősen higroszkópos vegyület. Normál körülmények közt 10 mól kristályvizet tartalmaz. Vízben jól oldódik. Vízben való oldódása endoterm, erős hűlés tapasztalható a környezetében. Magasabb hőmérsékleten, vízmentes állapotban erős oxidálószer. Műtrágyának és robbanószerek készítésére használják.
Különböző hőmérsékleten többféle kristálymódosulatban kristályosodhat:
169,6-től -125,2 °C-ig szabályos,
125,2-től 84,2 °C-ig tetragonális,
84,2tól  32,3 °C-ig ß-rombos,
32,3-tól -16,9 °C-ig ∝-rombos,
32,3 tól -6,9 °C-ig alatt tetragonális.

## Előállítása
Az ammónium-nitrát az ammónia salétromsavval való közömbösítése útján állítható elő:
{\displaystyle \mathrm {NH_{3}+HNO_{3}\rightarrow NH_{4}NO_{3}} }

## Felhasználása
A vízmentes ammónium-nitrát erélyes oxidálószer, robbanószerek készítésére használható. Magas nitrogéntartalma miatt közvetlenül műtrágyaként vagy műtrágyagyártásra használják. Műtrágyaként oxidáló tulajdonsága miatt csak kristályvizes formában, általában más vegyületekkel keverve stabilizálják. A pétisó kalcium-karbonáttal és magnézium-karbonáttal kevert ammónium-nitrát.
Mint rakéta-hajtóanyag, az amerikai űrkutatási hivatal (NASA) a GPAM (Környezetbarát hajtóanyag keverék küldetés) keretében a korábban elterjedten használt hidrazin helyettesítésére a hidroxil-ammónium-nitrát (HAN, (CAS 13465-08-2) használatát teszteli. A vizes oldattal gyorsabb feltöltés és 50%-kal nagyobb teljesítmény érhető el.

## Reakciói
Hevítés hatására bomlik, dinitrogén-oxid és víz keletkezik:
{\displaystyle \mathrm {NH_{4}NO_{3}\rightarrow N_{2}O+2H_{2}O} }
Magasabb hőmérsékleten a következő egyenlet szerint bomlik el:
{\displaystyle \mathrm {2\ NH_{4}NO_{3}\rightarrow 4\ H_{2}O+2\ N_{2}+O_{2}} }
Könnyen éghető anyag (például faszénpor, dinitro-benzol) hozzáadáskor robban. Az ammónium-nitrát és éghető anyagok keverékei biztonsági robbanószerek, mert kevésbé erélyesek, mint a dinamit és kezelésük kevésbé veszélyes. Erélyes oxidálószer, különösen megolvasztott állapotban. Az ammónium-nitrát izzó szén jelenlétében szikrázás közben sárga lánggal elég. A vörösfoszfor ammónium-nitrát-olvadékban vakító fénnyel foszforsavvá oxidálódik. Nem-nemesfémekkel (például magnézium, réz, kadmium, ón, ólom, kobalt, nikkel) az ammónium-nitrát olvadéka az adott fém nitrátjává alakul, a reakció élénk. Hasonlóan reagál pozitív töltésű fém-oxidokkal is.
{\displaystyle \mathrm {Zn+3\ NH_{4}NO_{3}\rightarrow Zn(NO_{3})_{2}+2\ NH_{3}+N_{2}+3\ H_{2}O} }